# 미키 베이커

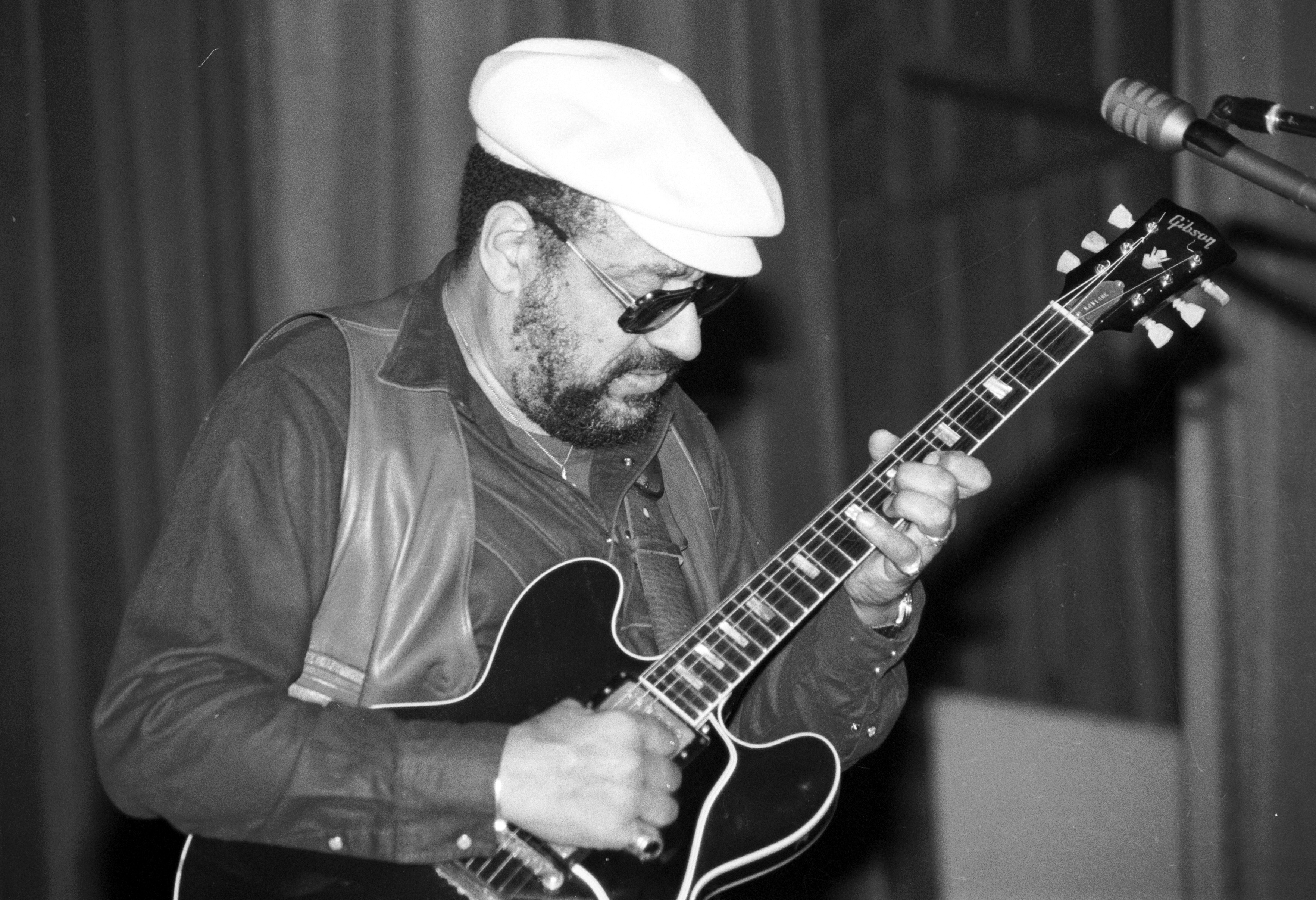
1982년

미키 베이커(Mickey Baker, 1925년 10월 15일 ~ 2012년 11월 7일)는 미국의 기타리스트이다. 파퓰러와 재즈의 두 분야에서 활약한 전기기타 주자이다. 켄터키주 태생으로 1945년부터 베이스 주자로서 활약하기 시작하였으나 이윽고 기타 주자로 전향하였다. 1950년대 중엽에는 실비어 반더플과 콤비가 되어 '미키와 실비어'로서 성공하였다. 1949년부터는 역시 키티 노블과 콤비가 되어서 활약하였다. 기타 학교를 운영하기도 하였으며 흑인다운 강렬한 개성으로 유명하다.